# اچ‌ام‌اس ایندومیتبل (۱۹۰۷)
اچ‌ام‌اس ایندومیتبل (۱۹۰۷) (به انگلیسی: HMS Indomitable (1907)) یک کشتی بود که طول آن ۵۶۷ فوت (۱۷۲٫۸ متر) بود. این کشتی در سال ۱۹۰۷ ساخته شد.